# Cmentarz w Józefowie (powiat otwocki)
Cmentarz w Józefowie właściwie cmentarz parafii pw. Matki Bożej Częstochowskiej w Józefowie – cmentarz rzymskokatolicki w mieście Józefów (aglomeracja warszawska) w powiecie otwockim, w województwie mazowieckim.
Cmentarz powstał w 1919 roku, a od 1984 roku ujęty jest w Gminnej Ewidencji Zabytków (L:P4349; ID:104349). Cmentarz usytuowany jest u zbiegu ulic Wawerskiej i Kopernika. Zarządza nim parafia Matki Bożej Częstochowskiej w Józefowie. Dzieli się na tzw. cmentarz stary i cmentarz nowy.
Na starej części cmentarza znajduje się Pomnik Bohaterów Września zbudowany w 1983 roku z inicjatywy Ryszarda Zagierłowskiego, według projektu Edmunda Majkowskiego. W 2022 roku, Międzyparafialny Komitet Budowy Pomnika Dzieci Utraconych pod przewodnictwem ks. Kazimierz Gniedziejko, podjął starania o wzniesienie na  terenie cmentarza – Pomnika Pamięci Dzieci Utraconych.

## Znane osoby pochowane na cmentarzu
- Chada (1978–2018) – polski raper i autor tekstów[5]
- Piotr Cieślak (1948–2015) – polski aktor, reżyser teatralny, pedagog, dyrektor teatrów[6]
- Antoni Czudowski (1890–1951) – polski oficer i inżynier
- Marek Goliszewski (1952–2022) – polski ekonomista, dziennikarz i działacz gospodarczy, założyciel i prezes Business Centre Club[7]
- Jadwiga Jankowska-Cieślak (1951–2025) – polska aktorka
- Stanisław Kruszewski (1943–2020) – polski samorządowiec, w latach 1998–2018 burmistrz Józefowa[8]
- Henryk Misiak (1928–2018) – polski piłkarz i trener[9]
- Józef Stemler (1888–1966) – polski pedagog, dyrektor Polskiej Macierzy Szkolnej, działacz Delegatury Rządu na Kraj[10]